# Falmouth Quay-punt
Die Falmouth Quay-punt (deutsch etwa: Falmouth-Piertender) ist ein kleiner britischer Küstensegelbootstyp.

## Geschichte
Der Bootstyp wurde an der südenglischen Küste zwischen Falmouth Bay und The Lizard verwendet, um einen Pendelverkehr zwischen der Küste und den vor Anker liegenden größeren Segelschiffen zu betreiben. Die Verwendung dauerte bis in das frühe 19. Jahrhundert. Der Bootstyp wurde schließlich überflüssig, als keine größeren Zahlen an Seglern in diesem Gebiet mehr ankerten. Heute werden noch vereinzelte Exemplare als Traditions- und Freizeitboote betrieben.

## Bauweise
Die größtenteils offenen in kräftig ausgeführter Kraweelbeplankung gebauten hölzernen Arbeitssegler besitzen als Wetterschutz eine kleinere vordere Kajüte. Die tiefgehenden sehr seegängigen Boote laufen vorn spitz zum geraden Steven zu, verjüngen sich hinter der Bootsmitte und schließen achtern mit einem kleinen Spiegelheck und der Ruderpinne ab. Auf Grund des kurzen Hauptmastes mit einem Gaffelsegel und einem Vorsegel sowie kleinem achteren Besanmast konnten die Boote gut an der Seite größerer Segelschiffe manövrieren, ohne mit deren Takelage unklar zu kommen. Im Sommer führten die Boote teilweise einen Bugspriet mit einem zusätzlichen Klüver. Dabei ersetzte ein achteres Luggersegel das Besansegel.
Da die Boote aufgrund des großen Tiefgangs nicht auf den Strand gesetzt wurden, führte man normalerweise zwei seitlich anzubringende „Beine“ mit. Das waren Holzpfosten, die das Boot beim Trockenfallen aufrecht hielten.